# Fußball-Weltmeisterschaft 1938/Rumänien
Dieser Artikel behandelt die rumänische Fußballnationalmannschaft bei der Fußball-Weltmeisterschaft 1938.

## Qualifikation
Da sich Ägypten zurückzog, war Rumänien automatisch qualifiziert.

## Aufgebot
| Name                 | Verein zu WM-Beginn | Geburtstag |
| Torhüter             | Torhüter            | Torhüter   |
| -------------------- | ------------------- | ---------- |
| Mircea David         | Venus Bukarest      | 16.10.1914 |
| Dumitru Pavlovici    | Ripensia Timișoara  | 26.04.1912 |
| Róbert Szádowsky     | AMEF Arad           | 16.08.1914 |
| Abwehr               |                     |            |
| Rudolf Bürger        | Ripensia Timișoara  | 31.10.1908 |
| Vasile Chiroiu       | Ripensia Timișoara  | 13.08.1910 |
| Iacob Felecan        | Victoria Cluj       | 01.03.1914 |
| Lazăr Sfera          | Venus Bukarest      | 29.04.1909 |
| Mittelfeld           |                     |            |
| Andrei Bărbulescu    | Venus Bukarest      | 25.03.1917 |
| Gheorghe Brandabura  | Juventus Bukarest   | 23.02.1913 |
| Vintilă Cossini      | Rapid Bukarest      | 21.11.1913 |
| Gheorghe Rășinaru    | Rapid Bukarest      | 10.02.1915 |
| Ladislau Raffinsky   | Rapid Bukarest      | 23.04.1905 |
| Angriff              |                     |            |
| Iuliu Baratky        | Rapid Bukarest      | 14.05.1910 |
| Silviu Bindea        | Ripensia Timișoara  | 24.10.1912 |
| Iuliu Bodola         | Venus Bukarest      | 26.02.1912 |
| Ion Bogdan           | Rapid Bukarest      | 06.03.1915 |
| Coloman Braun-Bogdan | Juventus Bukarest   | 13.10.1905 |
| Ștefan Dobay         | Ripensia Timișoara  | 26.09.1909 |
| Nicolae Kovacs       | CAO Oradea          | 29.10.1911 |
| Ioachim Moldoveanu   | Rapid Bukarest      | 1913       |
| Miklós Nagy          | Crișana Oradea      | 11.01.1918 |
| Iulian Prassler      | AMEF Arad           | 1916       |
| Trainer              |                     |            |
| Alexandru Săvulescu  | Alexandru Săvulescu | 08.03.1898 |

## Spiele der rumänischen Mannschaft

### Achtelfinale
| 6.000 | Stadium Municipal (Toulouse) | Kuba | Rumänien | Scarpi (Italien) | 3:3 n. V. (2:2, 1:1) | 0:1 Bindea (38.) 1:1 Socorro (41.) 2:1 Fernández (61.) 2:2 Baratky (88.) 2:3 Bindea (93.) 3:3 Tuñas (101.) |

Wiederholungsspiel:
| 5.000 | Stadium Municipal (Toulouse) | Kuba | Rumänien | Birlem (Deutschland) | 2:1 (0:1) | 0:1 Dobay (28.) 1:1 Socorro (51.) 2:1 Oliveira (53.) |